# درآمد ملی
درآمد ملی (انگلیسی: national income) - یکی از شاخص‌های عمومی توسعهٔ اقتصادی یک کشور می‌باشد، که به تازگی در هزینه‌های تولید مواد ایجاد شده است. درآمد ملی مجموع درآمد به دست آمده توسط صاحبان عوامل تولید در اقتصاد است. به عبارت بهتر، به مجموع ارزش افزودهٔ ایجادشده در یک دورهٔ زمانی مشخص توسط تمامی بنگاه‌های اقتصادی، درآمد ملی گفته می‌شود. در حقیقت درآمد ملی کسر استهلاک و مالیات از تولید ناخالص ملی است.

## محتوای درآمد ملی
مجموعهٔ مزایای درآمد ملی قرار ذیل اند:
- دستمزد کارگران و کارمندان؛
- پرداخت اضافی؛
- درآمد اجاره؛
- املاک؛
- سود خالص در وام‌های مصرف‌کننده؛
- سود شرکت؛
- درآمد خالص مالکین شرکت‌ها.

نحوه محاسبه درآمد ملی توسط فرمول ذیل تعیین می‌گردد:
- درآمد ملی = تولید ناخالص ملی — استهلاک، مالیات و هزینه‌های غیر تولید
- درآمد ملی = تولید خالص ملی — مالیات خالص غیر مستقیم در کسب و کار

## روش‌های محاسبهٔ درآمد ملی
1. روشی که در آن مجموعهٔ درآمدهای حاصل از فعالیت‌های اقتصادی طی یک دورهٔ معین محاسبه می‌شود و نشان‌دهندهٔ توزیع درآمد میان عوامل تولید است؛ یعنی حقوق و دستمزد برای عوامل کار، بهره و سود برای سرمایه و صاحبکار اقتصادی؛ و اجاره برای زمین. این روش به علت اینکه مبتنی بر اظهارنامهٔ مالیاتی است در اغلب کشورها از جمله ایران که این نوع اظهارنامه‌ها دقیق و جامع نیست جواب نمی‌دهد.
2. روش هزینه که مصرف و پس‌انداز کل اقتصاد برآورد می‌شود و البته در این مورد باید بین هزینه‌های مصرفی و هزینه‌های سرمایه‌ای تفاوت قایل شد.
3. روش تولید که در آن تولید کالا و عرضهٔ خدمات برای تمامی بخش‌های اقتصادی کشور در یک دوره معین محاسبه می‌شود در این روش ارزش‌های افزودهٔ هر بخش مبنای برآورد قرار می‌گیرد.[۲]